# Veder (Einheit)
Der Veder, wahrscheinlich von Wedro, dem russischen Eimer abgeleitet, war ein ungarisches Volumenmaß für Flüssigkeiten.
Der Veder im Komitat Eisenburg hatte 52 Halbe.
- 1 Veder = 43,999 Liter